# American Music Award for Favorite Country Female Artist
Die American Music Awards in der Kategorie Favorite Country Female Artist wurden seit 1974 verliehen. Die meisten Preise erhielt Reba McEntire, die den Award elf Mal verliehen bekam. Sie wurde ebenso am häufigsten nominiert, insgesamt 15 Mal.

## Übersicht

### 1970er Jahre
| Jahr | Künstler           | Ref |
| ---- | ------------------ | --- |
| 1974 | Lynn Anderson      |     |
| 1974 | Loretta Lynn       |     |
| 1974 | Tammy Wynette      |     |
| 1975 | Olivia Newton-John |     |
| 1975 | Loretta Lynn       |     |
| 1975 | Marie Osmond       |     |
| 1976 | Olivia Newton-John |     |
| 1976 | Loretta Lynn       |     |
| 1976 | Linda Ronstadt     |     |
| 1977 | Loretta Lynn       |     |
| 1977 | Dolly Parton       |     |
| 1977 | Tanya Tucker       |     |
| 1978 | Loretta Lynn       |     |
| 1978 | Crystal Gayle      |     |
| 1978 | Dolly Parton       |     |
| 1979 | Crystal Gayle      |     |
| 1979 | Loretta Lynn       |     |
| 1979 | Linda Ronstadt     |     |

### 1980er Jahre
| Jahr | Künstler         | Ref   |
| ---- | ---------------- | ----- |
| 1980 | Crystal Gayle    |       |
| 1980 | Barbara Mandrell |       |
| 1980 | Dolly Parton     |       |
| 1981 | Barbara Mandrell |       |
| 1981 | Crystal Gayle    |       |
| 1981 | Anne Murray      |       |
| 1982 | Barbara Mandrell | [ 1 ] |
| 1982 | Dolly Parton     | [ 1 ] |
| 1982 | Anne Murray      | [ 1 ] |
| 1982 | Emmylou Harris   | [ 1 ] |
| 1983 | Barbara Mandrell |       |
| 1983 | Emmylou Harris   |       |
| 1983 | Sylvia           |       |
| 1984 | Barbara Mandrell |       |
| 1984 | Janie Fricke     |       |
| 1984 | Crystal Gayle    |       |
| 1984 | Sylvia           |       |
| 1985 | Barbara Mandrell |       |
| 1985 | Anne Murray      |       |
| 1985 | Dolly Parton     |       |
| 1986 | Crystal Gayle    |       |
| 1986 | Anne Murray      |       |
| 1986 | Dolly Parton     |       |
| 1987 | Barbara Mandrell |       |
| 1987 | Reba McEntire    |       |
| 1987 | Juice Newton     |       |
| 1987 | Tanya Tucker     |       |
| 1988 | Reba McEntire    |       |
| 1988 | Rosanne Cash     |       |
| 1988 | Tanya Tucker     |       |
| 1989 | Reba McEntire    |       |
| 1989 | Rosanne Cash     |       |
| 1989 | Tanya Tucker     |       |

### 1990er Jahre
| Jahr | Künstler              | Ref   |
| ---- | --------------------- | ----- |
| 1990 | Reba McEntire         | [ 2 ] |
| 1990 | K. T. Oslin           | [ 2 ] |
| 1990 | Dolly Parton          | [ 2 ] |
| 1991 | Reba McEntire         | [ 3 ] |
| 1991 | Patty Loveless        | [ 3 ] |
| 1991 | Kathy Mattea          | [ 3 ] |
| 1991 | Lorrie Morgan         | [ 3 ] |
| 1991 | K. T. Oslin           | [ 3 ] |
| 1992 | Reba McEntire         |       |
| 1992 | Kathy Mattea          |       |
| 1992 | Dolly Parton          |       |
| 1993 | Reba McEntire         | [ 4 ] |
| 1993 | Wynonna Judd          | [ 4 ] |
| 1993 | Lorrie Morgan         | [ 4 ] |
| 1993 | Tanya Tucker          | [ 4 ] |
| 1994 | Reba McEntire         |       |
| 1994 | Mary Chapin Carpenter |       |
| 1994 | Wynonna Judd          |       |
| 1994 | Dolly Parton          |       |
| 1995 | Reba McEntire         | [ 5 ] |
| 1995 | Mary Chapin Carpenter | [ 5 ] |
| 1995 | Lorrie Morgan         | [ 5 ] |
| 1996 | Reba McEntire         | [ 6 ] |
| 1996 | Mary Chapin Carpenter | [ 6 ] |
| 1996 | Shania Twain          | [ 6 ] |
| 1997 | Shania Twain          | [ 7 ] |
| 1997 | Faith Hill            | [ 7 ] |
| 1997 | Wynonna Judd          | [ 7 ] |
| 1998 | Reba McEntire         | [ 8 ] |
| 1998 | LeAnn Rimes           | [ 8 ] |
| 1998 | Shania Twain          | [ 8 ] |
| 1999 | Shania Twain          |       |
| 1999 | Faith Hill            |       |
| 1999 | LeAnn Rimes           |       |

### 2000er Jahre
| Jahr | Künstler         | Ref    |
| ---- | ---------------- | ------ |
| 2000 | Shania Twain     | [ 9 ]  |
| 2000 | Faith Hill       | [ 9 ]  |
| 2000 | Martina McBride  | [ 9 ]  |
| 2001 | Faith Hill       |        |
| 2001 | Martina McBride  |        |
| 2001 | Reba McEntire    |        |
| 2002 | Faith Hill       |        |
| 2002 | Sara Evans       |        |
| 2002 | Jo Dee Messina   |        |
| 2003 | Martina McBride  | [ 10 ] |
| 2003 | Jo Dee Messina   | [ 10 ] |
| 2003 | Lee Ann Womack   | [ 10 ] |
| 2003 | Faith Hill       | [ 11 ] |
| 2003 | Martina McBride  | [ 11 ] |
| 2003 | Shania Twain     | [ 11 ] |
| 2004 | Reba McEntire    | [ 12 ] |
| 2004 | Martina McBride  | [ 12 ] |
| 2004 | Gretchen Wilson  | [ 12 ] |
| 2005 | Gretchen Wilson  | [ 13 ] |
| 2005 | Martina McBride  | [ 13 ] |
| 2005 | LeAnn Rimes      | [ 13 ] |
| 2006 | Faith Hill       | [ 14 ] |
| 2006 | Carrie Underwood | [ 14 ] |
| 2006 | Gretchen Wilson  | [ 14 ] |
| 2007 | Carrie Underwood | [ 15 ] |
| 2007 | Martina McBride  | [ 15 ] |
| 2007 | Taylor Swift     | [ 15 ] |
| 2008 | Taylor Swift     | [ 16 ] |
| 2008 | Reba McEntire    | [ 16 ] |
| 2008 | Carrie Underwood | [ 16 ] |
| 2009 | Taylor Swift     | [ 17 ] |
| 2009 | Reba McEntire    | [ 17 ] |
| 2009 | Carrie Underwood | [ 17 ] |

### 2010er Jahre
| Jahr | Künstler         | Ref    |
| ---- | ---------------- | ------ |
| 2010 | Taylor Swift     | [ 18 ] |
| 2010 | Miranda Lambert  | [ 18 ] |
| 2010 | Carrie Underwood | [ 18 ] |
| 2011 | Taylor Swift     | [ 19 ] |
| 2011 | Sara Evans       | [ 19 ] |
| 2011 | Miranda Lambert  | [ 19 ] |
| 2012 | Taylor Swift     | [ 20 ] |
| 2012 | Miranda Lambert  | [ 20 ] |
| 2012 | Carrie Underwood | [ 20 ] |
| 2013 | Taylor Swift     | [ 21 ] |
| 2013 | Miranda Lambert  | [ 21 ] |
| 2013 | Carrie Underwood | [ 21 ] |
| 2014 | Carrie Underwood | [ 22 ] |
| 2014 | Miranda Lambert  | [ 22 ] |
| 2014 | Kacey Musgraves  | [ 22 ] |
| 2015 | Carrie Underwood | [ 23 ] |
| 2015 | Kelsea Ballerini | [ 23 ] |
| 2015 | Miranda Lambert  | [ 23 ] |
| 2016 | Carrie Underwood | [ 24 ] |
| 2016 | Kelsea Ballerini | [ 24 ] |
| 2016 | Cam              | [ 24 ] |
| 2017 | Carrie Underwood | [ 25 ] |
| 2017 | Miranda Lambert  | [ 25 ] |
| 2017 | Maren Morris     | [ 25 ] |
| 2018 | Carrie Underwood | [ 26 ] |
| 2018 | Kelsea Ballerini | [ 26 ] |
| 2018 | Maren Morris     | [ 26 ] |
| 2019 | Carrie Underwood | [ 27 ] |
| 2019 | Kelsea Ballerini | [ 27 ] |
| 2019 | Maren Morris     | [ 27 ] |

### 2020er Jahre
| Jahr | Künstler         | Ref    |
| ---- | ---------------- | ------ |
| 2020 | Maren Morris     | [ 28 ] |
| 2020 | Gabby Barrett    | [ 28 ] |
| 2020 | Miranda Lambert  | [ 28 ] |
| 2021 | Carrie Underwood | [ 29 ] |
| 2021 | Kacey Musgraves  | [ 29 ] |
| 2021 | Gabby Barrett    | [ 29 ] |
| 2021 | Miranda Lambert  | [ 29 ] |
| 2022 | Taylor Swift     | [ 30 ] |
| 2022 | Miranda Lambert  | [ 30 ] |
| 2022 | Maren Morris     | [ 30 ] |
| 2022 | Carrie Underwood | [ 30 ] |
| 2022 | Lainey Wilson    | [ 30 ] |

## Mehrfachsieger
11 Awards
- Reba McEntire

8 Awards
- Carrie Underwood

7 Awards
- Taylor Swift

6 Awards
- Barbara Mandrell

4 Awards
- Faith Hill

3 Awards
- Crystal Gayle
- Shania Twain

2 Awards
- Loretta Lynn
- Olivia Newton-John

### Mehrfachnominierte
15 Nominierungen
- Reba McEntire
- Carrie Underwood

10 Nominierungen
- Miranda Lambert

9 Nominierungen
- Dolly Parton

8 Nominierungen
- Taylor Swift

7 Nominierungen
- Faith Hill
- Barbara Mandrell
- Martina McBride

6 Nominierungen
- Crystal Gayle
- Loretta Lynn
- Shania Twain

5 Nominierungen
- Maren Morris
- Tanya Tucker

4 Nominierungen
- Kelsea Ballerini
- Anne Murray

3 Nominierungen
- Mary Chapin Carpenter
- Wynonna Judd
- Lorrie Morgan
- LeAnn Rimes
- Gretchen Wilson

2 Nominierungen
- Gabby Barrett
- Rosanne Cash
- Sara Evans
- Emmylou Harris
- Kathy Mattea
- Jo Dee Messina
- Kacey Musgraves
- Olivia Newton-John
- K. T. Oslin
- Linda Ronstadt
- Sylvia